# نادي العنقاء
نادي العنقاء السعودي، المعروف أيضًا باسم سيدات العنقاء هو نادٍ السعودية محترف لكرة القدم النسائية يقع مقره في الطائف. يشارك النادي حاليًا في الدوري السعودي الممتاز للسيدات.

## التاريخ

### كرة القدم
أُنشئ النادي في عام 2022 وسط تزايد شعبية كرة القدم النسائية في السعودية، وانضم إلى الدوري السعودي الممتاز للسيدات في موسمه الافتتاحي. وُضع الفريق في المجموعة الثالثة مع نادي عكاظ ومنافسه الأمل، واحتل المركز الأخير، محققًا 4 نقاط من 4 مباريات.

### كرة الصالات
في عام 2023، توسع النادي ليشمل قسمًا لكرة الصالات وشارك في النسخة الأولى من بطولة السعودية لكرة الصالات للسيدات. وُضع الفريق في المجموعة الثانية الغربية، واحتل المركز الأخير مسجلًا 8 أهداف وتلقى 44 هدفًا.

## اللاعبات

### التشكيلة الحالية
آخر تحديث 20 ديسمبر 2024.
ملاحظة: تشير الأعلام إلى المنتخب الوطني على النحو المحدد في قواعد الأهلية للفيفا. قد يحمل اللاعبون أكثر من جنسية واحدة غير تابعة للفيفا.
| الرقم | البلد    | المركز | اللاعب        |
| ----- | -------- | ------ | ------------- |
| 4     | الجزائر  | مدافع  | وهبة قدري     |
| 5     | الجزائر  | مدافع  | فوزية بكلي    |
| 6     | السعودية | مدافع  | سوسن الفهمي   |
| 7     | السعودية | مهاجم  | رهف المطيري   |
| 8     | السعودية | مهاجم  | رغد بجافر     |
| 9     | السعودية | مهاجم  | رحمة السفياني |
| 10    | السعودية | وسط    | حنين محمد     |

## السجلات

### موسمًا بموسم
آخر تحديث 23 أكتوبر 2023.
| الموسم  | الدوري                             | المباريات | فاز | تعادل | خسر | له | عليه | النقاط | الترتيب | الكأس | الهداف    | الأهداف   |
| ------- | ---------------------------------- | --------- | --- | ----- | --- | -- | ---- | ------ | ------- | ----- | --------- | --------- |
| 2022–23 | دوري الدرجة الأولى السعودي للسيدات | 4         | 1   | 1     | 2   | 21 | 15   | 4      | 11      | —     | غير معروف | غير معروف |
| 2023–24 | دوري الدرجة الأولى السعودي للسيدات | 10        | 5   | 1     | 4   | 63 | 26   | 16     | 6       | —     | غير معروف | غير معروف |

## وصلات خارجية
- alankaksa على تويتر.
- نادي العنقاء على إنستغرام
- نادي العنقاء في الاتحاد السعودي لكرة القدم